# Guillaume X. (Auvergne)

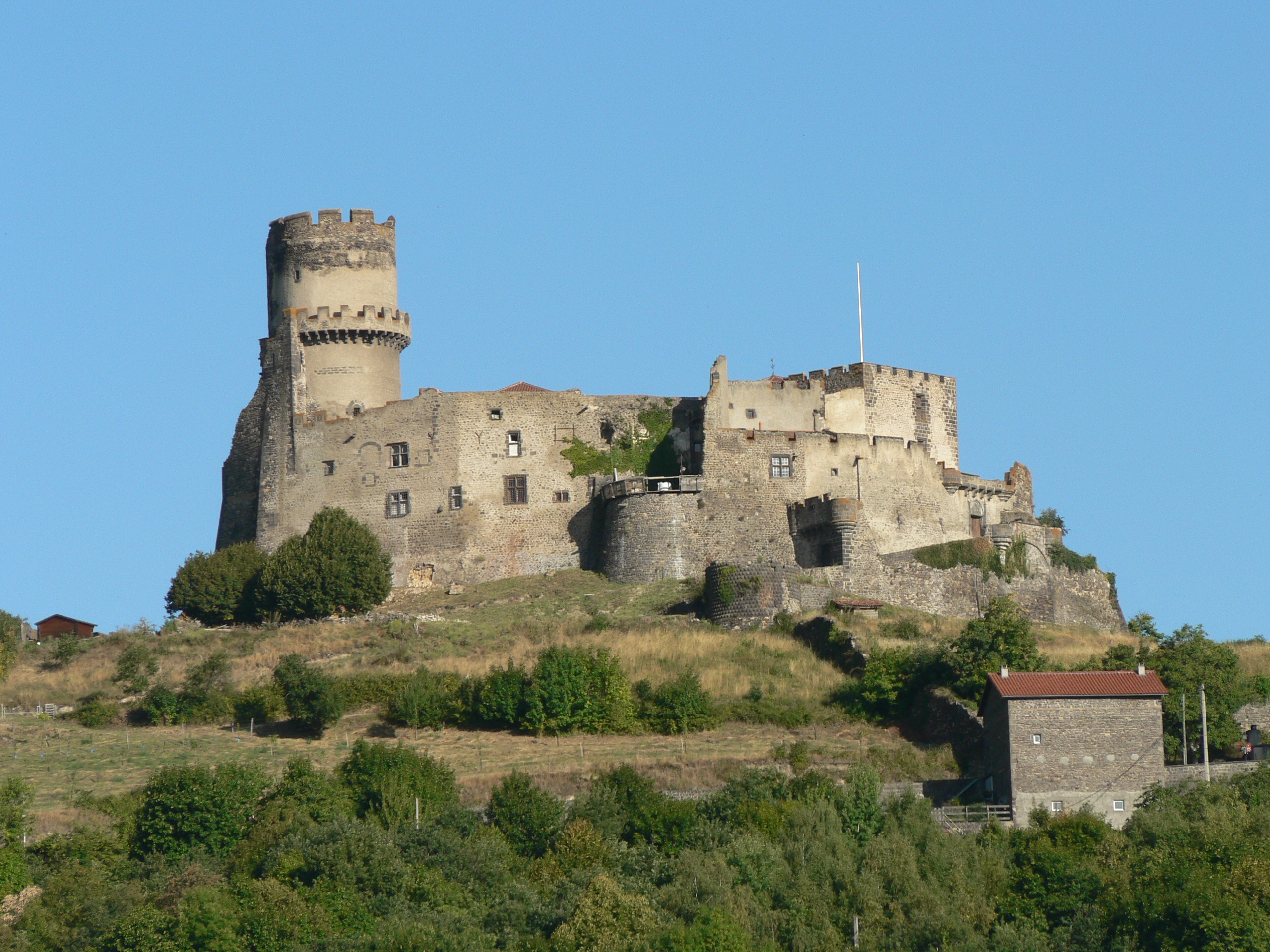
Burg Tournoël

Guillaume (X.) (1202 bezeugt; † 1246) war Graf von Auvergne in dem Teil des Landes, das seinem Vater geblieben war, d. h. die verkleinerte Grafschaft Auvergne mit der Hauptstadt Vic-le-Comte.

## Leben

### Das auvergnatische Erbe
Guillaume war der Sohn von Guy II., Graf von Auvergne († 1222), und Péronnelle de Chambon, Dame de Combrailles, einer Halbschwester von Raoul de Pinis, Abt von Clairvaux (1224–32), Bischof von Agen (1232–35) und Erzbischof von Lyon (1235–36).
Im April 1202 wurde er mit einer Tochter von Archambaud de Montluçon verlobt. Zwischen 1206 und 1210 heiratete er in erster Ehe Éléonore de Forez, Tochter des Grafen Guigues III.; aus dieser Ehe sind keine Kinder bekannt.
Bei dem Fall der Burg Tournoël bei Riom, an deren Verteidigung Guillaume beteiligt war, wurde er im Dezember 1213 gefangen genommen. Sein Vater sah sich gezwungen zu kapitulieren, musste sich unterwerfen und wurde vollständig enteignet. Guillaume erhielt später einen erheblich verringerten Teil der Auvergne zurück, der Rest blieb als Terre d'Auvergne im Besitz der Krone. Sein Vater starb 1222 und Guillaume wurde sein Nachfolger, 1224 ist er erstmals als Graf von Auvergne bezeugt.
Vor dem 3. Februar 1225 heiratete er Adelheid von Brabant (Aleidis, 1201/61 bezeugt, † vor 1267), Tochter von Herzog Heinrich I. von Brabant und Mathilde de Boulogne, Witwe von Arnold, Graf von Looz und Rieneck. Bei der Heirat verzichtete das Paar auf eine mögliche Nachfolge im Herzogtum Niederlothringen.
Um 1230 schloss er einen Vertrag mit König Ludwig IX., der ihm gestattete, die Terre d'Auvergne mit zu regieren. Dieses Gebiet wurde um 1240 dann aber Ludwigs Bruder Alfons von Poitiers zugesprochen, der bereits Graf von Poitou und Saintonge war, zudem Graf von Toulouse im Namen seiner Ehefrau war. Nach Alfons‘ Tod fiel die Terre d'Auvergne an die Krone zurück.
Guillaume, Graf von Auvergne macht im Februar 1245 sein Testament und starb im Jahr 1246, er wurde im Kloster Le Bouschet-Vauluisant bestattet. Seine Ehefrau überlebte ihn, sie war im Dezember 1251 in dritter Ehe mit Arnout II., Heer van Wezemaal, Marschall von Brabant († 1260) verheiratet. Wilhelms Nachfolger wurde sein Sohn Robert V.

## Das pikardische Erbe
Seine Ehe mit Adelheid von Brabant hatte erbrechtliche Folgen, die erst einige Jahre nach Guillaumes Tod konkret wurden. Adelheids Mutter war die Schwester von Ida von Elsass, Gräfin von Boulogne († 1216), deren Tochter Mathilde von Dammartin († 1259) zu Guillaumes Zeit die Grafschaft besaß. Als Mathildes einziges Kind Johanna von Clermont 1252 als Witwe kinderlos starb, zeichnete sich eine Aufteilung von Idas Besitz zwischen ihren Verwandten ab, auf der einen Seite Adelheid von Brabant und mit ihr ihre Kinder (die mit den Grafen von Boulogne blutsverwandt waren), auf der anderen Seite Matthias von Trie († 1272), ein nicht blutsverwandter Großneffe Idas. Mit der finalen Erbregelung erhielt Robert von Auvergne die Grafschaft Boulogne, Matthias von Trie die Grafschaft Dammartin.

## Nachkommen
Die Kinder von Guillaume X. von Auvergne und Adelheid von Brabant sind:
- Robert V. (1245 bezeugt; † 11. Januar 1277), 1247 Graf von Auvergne, 1260 Graf von Boulogne; ⚭ um 1245 Éléonore de Baffie, Dame d’Ambert et de Livradois, testiert 8. Januar 1285 († 12. Januar 1285 oder später), Tochter von Guillaume de Baffie, Chevalier, und Éléonore d’Albon[7]
- Guy (1245 bezeugt; † Februar 1278[8]), vor 1266 Propst zu Saint-Pierre in Lille, Archidiakon zu Thérouanne und Scholasticus zu Köln, 1264/76 Archidiakon zu Lüttich, 1266 Elekt und 1267 Erzbischof von Vienne[9], 1274 Domherr zu Lyon
- Guillaume (1245/81 bezeugt; † vor 9. Dezember 1286), 1258 Kanoniker zu Lille, 1269/79 Archidiakon zu Lüttich, 1274 Domherr zu Lyon, Elekt von Lüttich, Propst zu Brügge
- Geoffroi (1245 bezeugt)
- Henri (1245/56 bezeugt; † vor 1258)
- Marie († 19. Mai 1280); ⚭ (Ehevertrag 1238) Wouter VI. Berthout (1227 bezeugt; X 9. Juni 1288 in der Schlacht bei Worringen[10]), Herr von Mechelen, Sohn von Wouter (V.) Berthout, Herr von Mechelen, und Adeluye d’Enghien
- Mathilde (1276/77 bezeugt, † 20. August 1280), bestattet in Saint-André; ⚭ Robert, Comte de Clermont († März 1282, wohl 20./21.), Sohn von Robert (II.), Comte de Clermont, und Alésie de Ventadour[11]